# 機器人筆記DaSH
《機器人筆記DaSH》是由5pb.開發和發行的視覺小說遊戲，為科學ADV系列的第六作，也是2012年《机器人笔记》的正統續作，其PlayStation 4和Nintendo Switch版在2019年1月31日於日本發行。遊戲的製作班底除了美術方面多了松尾行弘的參與外，其餘基本上與前作相同，例如配樂的阿保剛和編劇的安本亨以及志倉千代丸。
遊戲的故事發生在前作的半年後，而其中機器人研究社的前社員也有出現在此部作品中。同時它也包含從同一系列跨界而來的角色，比如來自《命運石之門》，綽號為「桶子」的橋田至。《機器人筆記DaSH》會根據玩家在手機軟件（遊戲內建）「Deluoode Map」裡作出的決定使故事分支至不同的方向。

## 遊戲玩法

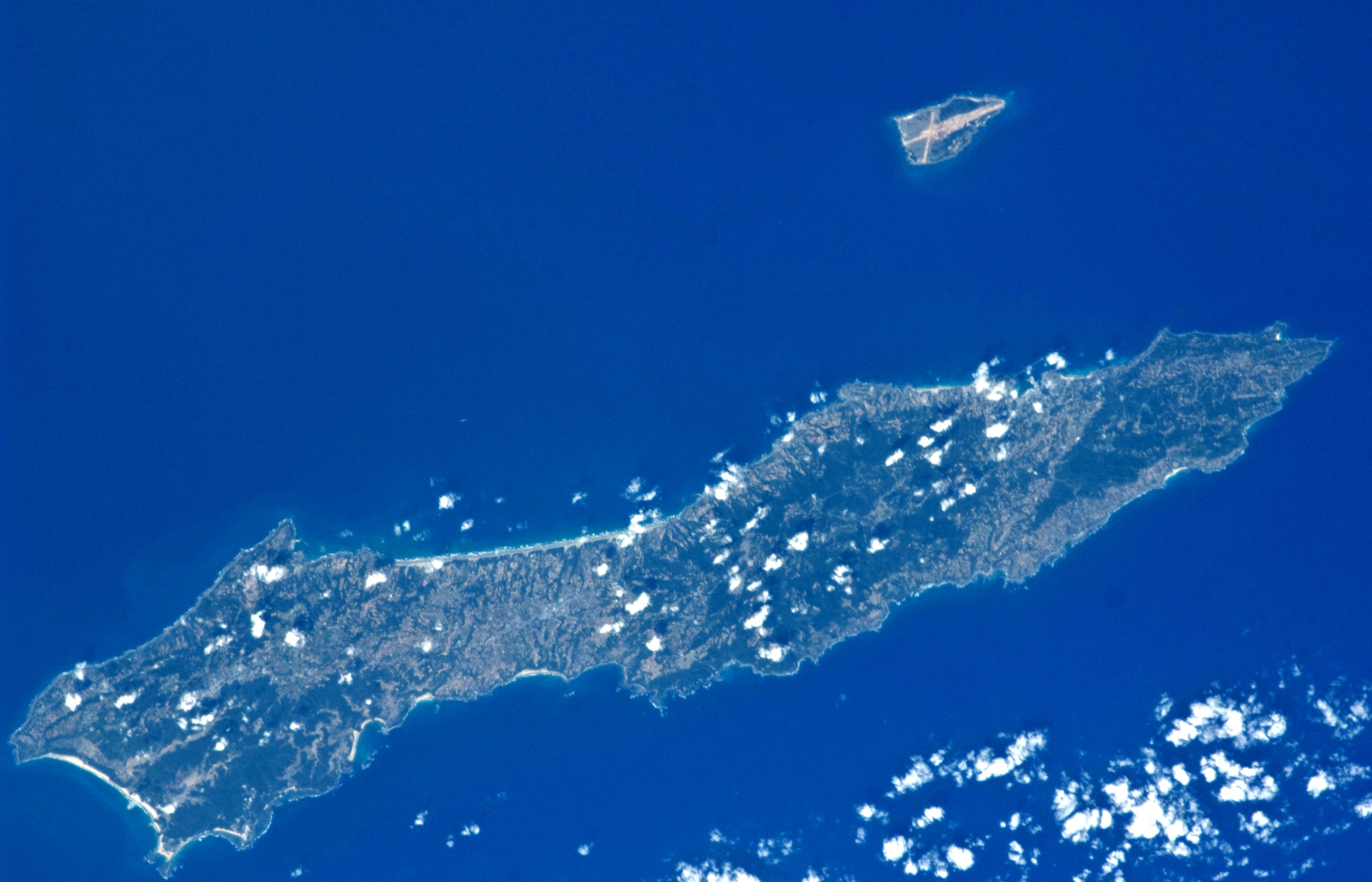
遊戲的舞台設在種子島上

《機器人筆記DaSH》是一款視覺小說遊戲，其為《機器人筆記》的續作，並有著一眾機器人研究社的前社員，其中包括已經畢業並正在追尋自己夢想的八汐海翔和瀨乃宮秋穗。遊戲包含著一些來自科學ADV系列其他遊戲的角色，例如《命運石之門》中綽號為「桶子」的橋田至以及在前作就已經出現的天王寺絢。《機器人筆記DaSH》的舞台設在2020年的種子島上，為前作時間的半年後和《命運石之門》的十年後。種子島在遊戲中正在舉辦夏季祭典，而在該地設有航天基地的JAXA則在準備太空任務。
在《機器人筆記DaSH》中玩家會操縱海翔，並要在PDA的手機軟件「Deluoode Map」內選擇想去的目的地以讓故事分支到不同的方向。除了海翔外，玩家還會看到其他角色的角度中看到的鏡頭。

## 開發
《機器人筆記DaSH》由5pb.和Chiyomaru Studio開發，安本亨和志倉千代丸負責編劇，而松原達也則擔任製作人。人物設計由福田知則擔當，機體由石渡誠和松尾行弘設計，最後配樂則與前作一樣為阿保剛。遊戲的主題曲《Avant Story》由Zwei演唱；片尾曲則有兩首，分別是伊藤香奈子的一首未定名歌曲和松澤由美的《Trust》。《機器人筆記DaSH》還包括Enako的《Tu Ru Tu Ru Dance》和鈴木KONOMI的《Anubis》，以上四首歌曲皆由志倉千代丸作詞。
2017年5月，《機器人筆記DaSH》在於東京都中野太陽廣場進行的「Chiyo-ST Live 2017 Genesis」第一次被提及，其預告片之後在东京电玩展上由世嘉公開。遊戲計劃在2019年1月31日以PlayStation 4和Nintendo Switch為平台於日本發行，但發行日期此前曾經經歷過兩次的押後（2018年第一季度/第二季度和同年11月22日）。《機器人筆記DaSH》的其中一個名叫「Robotics;Notes Elite HD」的包裝除了包括該作本身外，還包括前作《機器人筆記》的更新版本。遊戲的主題單曲《Avant Story》和由南條愛乃聲演的瀨乃宮秋穗的廣播劇片段會在2018年11月21日公開發售，而完整的原聲帶《Robotics;Notes DaSH Original Soundtrack》則定在同年的12月5日發行。